# Ангіосаркома щитоподібної залози
Ангіосарко́ма щитоподі́бної за́лози — це злоякісна пухлина щитоподібної залози, що демонструє ознаки ендотеліальної диференціації клітин.

## Етіологія
Дефіцит споживання йоду може бути фактором ризику розвитку ангіосаркоми щитоподібної залози.

## Клініка
Ангіосаркома щитоподібної залози проявляється як болісне утворення в області шиї, що також може асоціюватись з наявністю локорегіонарних метастазів в лімфатичні вузли шиї.

## Патологія
Ангіосаркома — це пухлина, що характеризується солідним або кістозним типом строми, з ділянками геморагій та інвазією в оточуючі тканини або трахею. При виконанні ТАПБ, часто отримують некротичний цитологічний матеріал, що місцями має великі неопластичні клітини з насиченою цитоплазмою та великим центральним ядром.
При гістопатологічному аналізі, візуалізуються ділянки некрозу, навколо яких визначаються неопластичні епітеліоїдні клітини. В цих клітинах є ознаки численних мітозів, насичена еозинофільна цитоплазма, кругле ядоро, що має чітку нуклеарну мембрану та еозинофільне ядерце.

## Лікування
Показано оперативне лікування ангіосаркоми щитоподібної залози — тиреоїдектомія. Також, за показаннями може проводитися хімієтерапія.

## Прогноз
Ангіосаркома має виский рівень біологічної агресивності — більшість хворих помирає впродовж перших 6 місяців з моменту встановлення діагнозу.